# Neuronsko preuzimanje
Ponovno preuzimanje je reapsorpcija neurotransmitera posredstvom neurotransmiterskog transportera presinaptičkog neurona nakon što je obavio svoju funkciju prenosa neuronskog impulse.
Ponovno preuzimanje je neophodno za normalnu sinaptičku fiziologiju jer se time omogućava reciklacija neurotransmitera i reguliše nivo presutnog neurotransmitera u sinapsi. Tim procesom se kontroliše dužina trajanja signala proizvedenog oslobađanjem neurotransmitera. Neurotransmiterski molekuli su suviše veliki i hidrofilni da putem difuzije prođu kroz membrane, te su specifični transportni proteini neophodni za reapsorpciju neurotransmitera. Mnoga istraživanja, i biohemijska i strukturna, su izvršena da se dokučio mehanizam ponovnog preuzimanja.

## Proteinska struktura
Prva primarna sekvenca proteina ponovnog preuzimanja je objavljena 1990. Tehnika za određivanje proteinske sekvence je bila bazirana na prečišćavanju, sekvenciranju, i kloniranju transporterskog proteina, ili na strategija kloniranja u kojima je transportna funkcija korištena kao test za cDNK vrste koje kodiraju transporter. Nakon što je u nezavisnim istraživanjima sekvencirana DNK koja kodira GABA transporter i norepinefrinski transporter, postalo je jasno da postoji mnoštvo sličnosti između dve DNK sekvence. Daljom eksploracijom polja proteina ponovnog prouzimanja utvrđeno je da mnoštvo transportera asociranih sa drugim telesnim neurotransmiterima ima slične sekvence sa GABA i norepinerinskim transporterima. Članovi ove nove falije obuhvataju transportere za dopamin, norepinefrin, serotonin, glicin, prolin i GABA. Oni su nazvani  zavisnim neurotransmiterskim transporterima. Koristeći sličnosti između sekvenci i analizu hidropatskih grafikona, izveden je zaključka da postoji 12 hidrofobnih regiona koji premoštavaju membranu u klasičnoj transporterskoj familiji. N- i C-terminali su u intracelularnom prostoru. Ovi proteini imaju dugačku ekstracelularnu petlju između treće i četvrte transmembranske sekvence. Eksperimentima lokalizovanog hemijskog obeležavanja je potvrđena ova topološka organizacija serotoninskog transportera.